# Novo Lagovo
Novo Lagovo (en macédonien Ново Лагово) est un village du sud de la Macédoine du Nord, situé dans la municipalité de Prilep. Le village comptait 213 habitants en 2002.

## Démographie
Lors du recensement de 2002, le village comptait :
- Macédoniens : 207
- Serbes : 4
- Autres : 2